# Artículo 28 (Reino Unido)

La bandera del arcoíris, símbolo más representativo de la comunidad LGBT.

El artículo o sección 28 fue una controvertida enmienda al Local Government Act 1986 en el Reino Unido, introducida en el Local Government Act 1988 el 24 de mayo de 1988 y revocada el 21 de junio de 2000 en Escocia y el 18 de noviembre de 2003 en el resto del Reino Unido. La enmienda afirmaba que las autoridades locales «no deben promocionar intencionadamente la homosexualidad o publicar material con la intención de promocionar la homosexualidad» o «promocionar la enseñanza de la aceptabilidad de la homosexualidad como una supuesta relación familiar en cualquier escuela subvencionada.»
Algunas personas creían que la sección 28 prohibía a los gobiernos locales el distribuir cualquier material, tanto fueran obras de teatro, folletos, libros, etc., que no mostrasen las relaciones homosexuales como anormales. Profesores y personal de enseñanza en algunos casos tenían temor a discutir la homosexualidad con sus alumnos por miedo a perder las subvenciones estatales. Nunca hubo un juicio que tuviera éxito en este sentido, pero su existencia llevó a muchos grupos a cerrar, limitar sus actividades o a autocensurarse. Por ejemplo, una serie de grupos de apoyo para estudiantes LGBT en escuelas y facultades en Gran Bretaña fueron cerrados por los consejeros legales de los equipos directivos por miedo a atentar contra la ley.
Mientras estaba siendo discutida por el Parlamento, la enmienda fue renombrada constantemente con una serie de números según se iban añadiendo o borrando otras enmiendas de la ley propuesta, pero en la versión final de la proposición de ley, la que recibió la aprobación real, se había convertido en la sección 28. A veces, la sección 28 también es denominada cláusula 28 —en el Reino Unido, las actas parlamentarias tienen secciones, mientras que las proposiciones de ley, que se entregan en el Parlamento para aprobación, esas secciones son llamadas cláusulas. Dado que el efecto final de la enmienda fue la introducción de la sección 2A en la ley anterior, la Local Government Act, a veces también se llamaba sección 2A.

## Historia

### Contexto
La sección 28 se originó en la transición de la sociedad británica entre «ilegal pero en discusión» y «legal pero no siempre aprobada», el consiguiente debate en la década de 1950 y la descriminalización en 1967 de los actos homosexuales para mayores de 21 años.
La década de 1980 fueron años políticamente turbulentos en el Reino Unido, coincidiendo con una serie de cambios sociales a gran escala introducidos por el gobierno de Margaret Thatcher y la extensión del sida. El intenso interés mediático y los miedos públicos sobre las políticas más de izquierdas de las autoridades locales hacia la homosexualidad y la educación.
La propagación del sida también había extendido miedo, gran parte del cual estaba dirigido a gais y bisexuales. Algunos creían que la orientación sexual tenía un papel negativo en la difusión de la enfermedad y, como consecuencia, se desarrollaron a menudo sentimientos injustos hacia la comunidad homosexual. Estos sentimientos intensificaron la ya existente oposición a las políticas, actividades y prácticas de las escuelas, que los partidarios definían como esfuerzos de inclusión de las minorías sexuales y que los oponentes calificaban como promoción de la homosexualidad.
En 1983 el Daily Mail, prensa amarilla británica, informó de que una copia del libro Jenny lives with Eric and Martin (Jenny vive con Eric y Martin) —retratando la vida de una niña que vive con su padre y el novio de este— se encontraba disponible en una biblioteca escolar controlada por el Inner London Education Authority, dominado en el momento por el Partido Laborista. Pero no fue hasta 1986 que surgió el pánico moral y se extendieron las protestas y manifestaciones contribuyeron a que posteriormente se aprobara la sección 28.
Un último factor fue el tono que algunos grupos extremistas de activistas, como el Gay Liberation Front, habían tomado, tal como cuenta la baronesa Knight de Collingtree (en aquel momento miembro conservador del parlamento), quien introdujo la sección 28 y quien en 1999 comento lo siguiente sobre el fin de la sección:

¿Por qué me molesté en hacerlo y me arriesgué al peligro? En la época era presidente del grupo de protección al niño y a la familia. Padres, que se oponían fuertemente a que sus a hijos se les enseñase la homosexualidad y que una familia normal con mamá y papá estaba pasada de moda, contactaron conmigo. Para más INRI, estaban furiosos porque era su dinero, pagado como impuesto municipal, el que estaba siendo empleado para ello. Esto todo ocurrió después de que el Gay Liberation Front hiciera presión. En esa época me referí a su manifiesto, que claramente decía: «Luchamos por algo más que la reforma. Debemos intentar conseguir la abolición de la familia.»
Ese fue el motivo de lo que estaba ocurriendo y fue precisamente lo que la sección 28 paró. […] Padres de hecho vinieron a mí y me dijeron lo que estaba pasando. Me dieron algunos de los libros con los que se estaba enseñado a niños, algunos tan jóvenes como 5 años. Me sorprendería que alguien apoyase eso. Otro libro, llamado The milkman is on his way (El lechero está de camino), describía explícitamente el acto homosexual y, de hecho, lo glorificaba, animando a los jóvenes a creer que era mejor que cualquier otro tipo de vida sexual.

### Legislación
Como consecuencia, muchos miembros del parlamento conservadores estaban preocupados de que ayuntamientos de izquierdas estaban indoctrinando a niños y jóvenes con lo que consideraban propaganda homosexual. En 1986 Lord Halsbury presentó una Private Member's Bill en la Cámara de los Lores llamada An act to refrain local authorities from promoting homosexuality (Una ley para evitar la promoción de la homosexualidad por las autoridades locales). En esa época, el gobierno conservador consideró la propuesta de ley de Halsbury demasiado arriesgada y equívoca. La ley fue aprobada por la Cámara de los Lores y fue adoptada por el miembro del parlamento conservador Jill Knight. Sin embargo, a la sombra de las elecciones generales de 1987, la propuesta fracasó.
El 7 de diciembre de 1987, el parlamentario David Wilshire reintrodujo una enmienda en la Local Government Bill (Ley del Gobierno Local), con una cláusula similar, llamada «cláusula 28». La nueva enmienda también fue apoyada por Knight y aceptada y defendida por Michael Howard, por aquel entonces Ministro de Gobierno Local. A pesar de tener muy poco que ver con el sentido general de la ley, que trataba de licitación obligatoria de los servicios escolares, procuraron pasar la ley rápida y discretamente por el parlamento. Tras ser debatida el 8 de diciembre de 1987, se presentó en la Cámara de los Comunes el 15 de diciembre de 1987, poco antes del receso parlamentario navideño.
La sección 28 entró en vigor el 24 de mayo de 1988. La noche anterior, varias protestas organizadas por mujeres lesbianas, incluyendo descenso en rápel en el parlamento y una famosa invasión de las noticias de las seis de la BBC, durante el que una mujer consiguió encadenarse a la mesa de Sue Lawley y sobre la que se sentó Nicholas Witchell.

### Controversia sobre la aplicabilidad
Después de la aprobación de la sección 28, hubo algún debate sobre si se aplicaba a las escuelas o solo a las autoridades locales. Mientras que los profesores y las juntas de dirección estaban específicamente excluidos, las escuelas y los profesores estaban confusos sobre lo que realmente permitía y tendían pecar de exceso de precaución.
Una declaración de la National Union of Teachers (NUT; Unión nacional de profesores) resaltaba que «mientras la sección 28 se aplica a las autoridades locales y no a las escuelas, muchos profesores creen, incorrectamente, que impone restricciones en cuanto al consejo y el apoyo que dan a los alumnos. El juicio profesional está, por lo tanto, influenciado por la expectativa percibida de la persecución.»
De forma similar, el departamento de educación y ciencia emitió la siguiente declaración en 1988:

La sección 28 no afecta las actividades de los ayuntamientos, ni a los profesores [...] No prohíbe la discusión objetiva de la homosexualidad en clase, ni el apoyo a los alumnos preocupados por su sexualidad

Parece ser que Knight se alteró un tanto al oír esto, comentando que:

Esto debe ser un error. El punto más importante del asunto era proteger a los niños de que se les enfrentase con la homosexualidad
Knight

En respuesta a estas críticas, los que apoyaban la ley afirmaron que el NUT y el Departamento de Educación estaban equivocados y que la sección 28 afectaba a las escuelas.
Es seguro que, antes de su retirada, la sección 28 era en gran medida redundante: la educación sexual en Inglaterra y Gales estaba regulada exclusivamente por el Secretario de Estado para la Educación desde el Learning and Skills Act 2000 (Ley para la educación y las aptitudes de 2000) y el Education Act 1996. Sin embargo, muchos de los implicados en la lucha por la sección 28 seguían viendo la enmienda como un asunto simbólico y continuaron luchando por su propia causa hasta la anulación.

### Respuesta política
La introducción de la sección 28 fue un golpe para la causa de los derechos LGBT, pero también sirvió para unificar las acciones de las dispersas asociaciones de lucha por los derechos LGBT. La protesta resultante fue la causa directa de la aparición de asociaciones muy conocidas como Stonewall, fundada, entre otros, por Ian McKellen, y OutRage!, dirigida en adelante por Peter Tatchell.
Mientras que los movimientos de derechos LGBT se unieron en cuanto a la sección 28, la homosexualidad comenzó a dividir al partido conservador, realzando la división entre los «modernistas» y tradicionalistas dentro del partido. En 1999 el líder conservador William Hague levantó una polémica cuando expulsó a Shaun Woodward por negarse a apoyar la política sobre la sección 28 que decía que la sección no debe ser abolida, provocando que los tories que estaban a favor de los derechos LGBT, como  Steve Norris, protestaran contra la acción. En 2000 el importante político conservador Ivan Massow abandonó a los tories en favor de los laboristas como respuesta a la política del Partido Conservador de apoyar la sección 28.
Solo existe un caso conocido en el que la sección 28 fue empleada en un juicio contra un ayuntamiento. En mayo de 2000 -el primer y último caso de su tipo- el Christian Institute llevó sin éxito ante los tribunales al ayuntamiento de Glasgow por dar dinero a una ONG que luchaba contra el sida, que, según el instituto, promovía la homosexualidad.

### Revocación
El 7 de febrero de 2000, el gobierno laborista introdujo el primer intento de revocar la ley, pero fue derrotado por la campaña lanzada por la Cámara de los Lores liderada por Janet Young.
En el recientemente reconstituido parlamento de Escocia, el proceso de revocación tuvo más éxito. Varios grupos hicieron campaña contra la revocación. El dueño del grupo Stagecoach, Brian Souter, realizó una encuesta pagada de su bolsillo como parte de su campaña Keep the Clause (Mantened la cláusula). Esta encuesta mostraba que una aplastante mayoría estaba a favor de mantener la cláusula -86,8% a favor- aunque críticos señalaron que la encuesta no era representativa, ya que menos de un tercio de las papeletas que Souter había enviado, habían sido contestadas. Sin embargo, la sección 28 (de hecho, sección 2A de la ley escocesa relevante) fue revocada con éxito como parte de la ley Ethical Standards in Public Life etc. Act 2000 (Estándar ético en la vida pública etc.) el 21 de junio de 2000 por una mayoría de 99 a 17, con dos abstenciones.
El 24 de julio de 2000 se introdujo de nuevo una legislación para revocar la sección 28 y se dio libertad de voto a su paso por el parlamento. En el periodo entre el último intento y este, el gobierno laborista había reformado drásticamente la Cámara de los Lores a través de la ley House of Lords Act de 1999, que eliminaba la mayoría de los asientos de los lores hereditarios. También se hicieron concesiones bajo la forma de la nueva ley Learning and Skills Act de 2000, que enfatizaba los «valores de la familia» y de la que se esperaba que se ganase a los oponentes. Sin embargo, la revocación fue rechazada de nuevo en la Cámara de los Lores.
A pesar de sucesivas derrotas en la Cámara de los Lores de los intentos de revocar la sección 28 en Inglaterra y Gales, el gobierno laborista pasó la legislación para revocar la sección como parte de la ley Local Government Act de 2003. La ley fue aprobada por los lores y recibió la aprobación real el 18 de septiembre de 2003, entrando en vigor el 18 de noviembre de 2003.
Sin embargo, el gobierno de Kent, gobernado por el partido conservador británico, decidió crear su propia versión de la sección 28 para mantener el efecto de la ley revocada en sus escuelas. Más tarde, el 16 de diciembre de 2004, fue sustituida por una declaración que afirmaba que el matrimonio heterosexual y las relaciones de familia son los únicos cimientos de la sociedad.

## Apoyo
La sección 28 estaba respaldada por grupos religiosos como el Christian Institute, el African and Caribbean Evangelical Association (Asociación evangélica de África y el Caribe), el Christian Action Research and Education (Educación e investigación acción cristiana), el Muslim Council of Britain (Consejo musulmán de Gran Bretaña) y grupos dentro de la Iglesia católica y la Iglesia de Inglaterra. El partido conservador, a pesar de la disensión en las propias filas del partido, se mantuvo a favor de mantener la sección 28 hasta su revocación. En la Cámara de los Lores, la campaña en contra de la revocación de la ley fue liderada con éxito por Janet Young, que se acabó estando asociada a la oposición de legislar de forma más tolerante hacia los homosexuales. Periódicos que apoyaron fervientemente la sección 28 incluían The Daily Mail y The Daily Telegraph.
En Escocia, el apoyo más visible a la sección 28 provenía de Brian Souter y el periódico Daily Record.
El principal argumento empleado para apoyar la sección 28 fue que protegía a los niños de predadores homosexuales y activistas buscando indoctrinar a jóvenes vulnerables sobre la homosexualidad. Varios otros argumentos también fueron empleados para apoyar la sección 28, como los que se encuentran en la siguiente lista:
- la promoción de la homosexualidad en las escuelas socava el matrimonio;
- la sección 28 solo prohibía la promoción de la homosexualidad y no la discusión legítima del asunto;
- la sección 28 no evitaba el consejo y la ayuda a alumnos que están siendo acosados por sus compañeros;
- se señalaron varias encuestas que demostraban que la opinión pública estaba a favor de mantener la sección 28.[19][20][21][22][23][24]

## Oposición
Defensores de los derechos LGBT como Stonewall, OutRage!, The Pink Paper y  Gay Times formaron la mayor oposición a la sección 28 y lideraron la campaña para su revocación. Personas famosas que hablaron a favor de la revocación de la ley incluyen a Ian McKellen, Michael Cashman, Ivan Massow, Mo Mowlam, Simon Callow, Annette Crosbie, Michael Grade, Jane Horrocks, Michael Mansfield, Helen Mirren, Claire Rayner, Ned Sherrin y Alan Moore. Algunos líderes religiosos también se opusieron a la sección 28, tales como Richard Harries, obispo de Oxford. Los partidos políticos que se oponían a la sección 28 incluían al Partido Laborista, a Liberal Demócratas y el Partido Verde. En la Cámara de los Lores la campaña a favor de la revocación estaba liderada por el único lord abiertamente gay, Waheed Alli.
Boy George escribió una canción oponiéndose a la sección 28, llamada No Clause 28. Existen rumores de que la canción Shoplifters of the World Unite de The Smiths también trata de la sección 28. El grupo Chumbawamba grabó un sencillo titulado Smash Clause 28! Fight The Alton Bill!, que era un ataque a la sección 28 y cuyas ganancias fueron a parar a grupos LGBT. El sencillo también contenía un impreso de doce páginas de notas hechas a mano sobre los derechos LGBT.
De entre los periódicos que se opusieron a la sección se encontraban The Guardian, The Independent y The Daily Mirror.
Los principales puntos denunciados por los oponentes a la sección 28 era el hecho de que discriminaba a los homosexuales y que era un ley intolerante e injusta. Varios otros argumentos se emplearon en contra de la sección 28:
- Existían evidencias de que, al excluir a los grupos de apoyo a los homosexuales y aparentando impedir a los profesores la protección de las víctimas de acoso homofóbico, estaba poniendo en peligro a los niños vulnerables. La cláusula generaba confusión entre los profesores en cuanto a que no sabían hasta que punto podían actuar para defender a un alumno víctima de acoso homofóbico.
- La sección 28 asumía implícitamente que los homosexuales eran peligrosos para los niños, implicando una asociación entre homosexualidad y pedofilia.
- La sección 28 no solo evitaba la promoción activa de la homosexualidad, sino que parece que daba base legal a los que se oponían a la homosexualidad en escuelas y otros foros.
- La sección 28 daba al público la impresión de que el gobierno sancionaba la homofobia.
- La idea de que la homosexualidad podía ser promovida, implicaba que la homosexualidad era una elección de la que se podía persuadir a la gente. Muchos grupos que se oponían a la cláusula afirmaban que la orientación sexual está determinada biológicamente y que por lo tanto el concepto básico de la ley era dañino y engañoso.
- Las encuestas mostraban que existía una aceptación general de la homosexualidad y que los padres querían que a sus hijos se les enseñase tolerancia hacia las personas LGBT.
- Ya no era relevante debido a las nuevas leyes Learning and Skills Act de 2000 y Education Act de 1996.

## Retrospectivamente
Algunos parlamentarios conocidos que habían apoyado la ley cuando fue introducida, han cambiado de opinión u opinan que la ley ya no es necesaria.
En una entrevista con la revista gay Attitude durante las elecciones de 2005, Michael Howard, por entonces jefe del partido conservador, comentó:

[La sección 28] se introdujo para tratar con lo que era visto como un problema específico en la época. El problema era el tipo de literatura que estaba siendo usada en algunas escuelas y distribuida a niños muy jóvenes, que se consideraba que promovía la homosexualidad. [...] Creí, de forma correcta o incorrecta, que había un problema en la época. Ese problema ya no existe ahora. Ya nadie se escandaliza sobre esos asuntos. No es un problema, así que la ley no debería seguir estando en la legislación.
Michael Howard

En febrero de 2006, el jefe del partido conservador, Francis Maude, comentó a Pinknews.co.uk que la ley, por la que él había votado, estaba mal y fue un error.